# عمر رزاز
عمر رزاز (عربی: عمر الرزاز؛ زادهٔ ۱ ژانویهٔ ۱۹۶۱) سیاست‌مدار اهل اردن و نخست‌وزیر فعلی این کشور است. او در ۵ ژوئن ۲۰۱۸ پس از استعفای هانی ملقی نخست‌وزیر پیشین، به دلیل اعتراضات گسترده مردم علیه اقدامات ریاضت اقتصادی او تحت حمایت صندوق بین‌المللی پول، به این سمت منصوب شد. رزاز از ۴ ژانویه ۲۰۱۷ وزیر آموزش و پرورش بود. وی پیش از آن نیز مدیر چندین مؤسسه ملی و بین‌المللی بوده‌است.

## اوان زندگی
رزاز در سال ۱۹۶۱ در شهر سلط استان بلقاء به دنیا آمد. پدرش منیف رزاز یک سیاستمدار سوری و دومین و آخرین دبیرکل فرماندهی ملی حزب عربی سوسیالیستی بعث بود.

## تحصیلات
رزاز دارای مدرک دکترا از دانشگاه هاروارد در رشته برنامه‌ریزی، مطالعات اقتصادی است. او دوره پسادکترای خود را در دانشکدهٔ حقوق دانشگاه هاروارد گذراند. پیش از آن نیز مدرک کارشناسی ارشد خود را از ام‌آی‌تی دریافت کرده بود.